# Railton
Railton – miasto w Australii, na Tasmanii.